# Valderrama Golf Club
De Valderrama Golf Club is een golfclub met een 18-holes golfbaan op Sotogrande, een resort ten zuidwesten van Málaga.
Tussen de A7 en de Middellandse Zee werd in 1964 de eerste golfbaan van Sotogrande aangelegd, de Real Club de Golf Sotogrande. Het ontwerp was van Robert Trent Jones. De baan werd omgeven door vakantiehuizen. Aan de West-kant van de kustweg werd daarna een tennispark aangelegd met het Tennis Hotel.
In de jaren zeventig werd los van het tenniscomplex, iets verder in de heuvels, nog een complex huizen aangelegd, de "Cortigo", en daar kwam een tweede golfbaan te liggen. Deze heette Los Aves en werd ook door Trent Jones ontworpen. In 1985 werd de naam van de golfclub veranderd in Valderrama, toen Jaime Ortiz Patiño (Parijs, 1930 - 2013) alle aandelen opkocht. Hij liet er zelfs een muur omheen bouwen om ongezien met zijn vrienden te kunnen spelen. Slechts een zeer select gezelschap kon lid worden van zijn club.
De tijden veranderen. Op Valderrama werd sinds 1988 het Valderrama Open van de Europese PGA Tour gespeeld. De 21ste en laatste editie daarvan vond plaats in 2008, maar in 2010 startte de Andalucia Masters op Valderrama.
Patino is nog steeds president van de golfclub (2007). Voor bezoekers zijn een paar starttijden tussen 12 en 2 uur gereserveerd.

## De baan
Het is een heel moeilijke, grillige baan. Alle fairways liggen dwars op de heuvels, waardoor de bal vaak naar beneden rolt en moeite heeft om uit de rough te blijven. Er staan veel oude kurkeiken op de baan, sommigen zijn ouder dan 150 jaar.
In 1997 is de Ryder Cup op Valderrama gespeeld. Dit gebeurde op verzoek van Severiano Ballesteros, die vindt dat er tegenwoordig door een Europees team tegen de Amerikanen wordt gespeeld, en dus de wedstrijd niet alleen in het Verenigd Koninkrijk moet plaatsvinden.
| Hole   | 1   | 2   | 3   | 4   | 5   | 6   | 7   | 8   | 9   |      | 10  | 11  | 12  | 13  | 14  | 15  | 16  | 17  | 18  |      | Totaal |
| ------ | --- | --- | --- | --- | --- | --- | --- | --- | --- | ---- | --- | --- | --- | --- | --- | --- | --- | --- | --- | ---- | ------ |
| Par    | 4   | 4   | 3   | 5   | 4   | 3   | 4   | 4   | 4   | 35   | 4   | 5   | 3   | 4   | 4   | 3   | 4   | 5   | 4   | 36   | 71     |
| Yards  | 399 | 421 | 196 | 563 | 381 | 163 | 497 | 350 | 441 | 3411 | 389 | 547 | 212 | 411 | 370 | 225 | 433 | 536 | 454 | 3577 | 6988   |
| Meters | 365 | 385 | 179 | 515 | 348 | 149 | 454 | 320 | 403 | 3118 | 356 | 500 | 194 | 376 | 338 | 206 | 396 | 490 | 415 | 3271 | 6389   |

Bij de professional toernooien worden de meeste bogeys en dubbel-bogeys op de vierde hole gemaakt, een hole die de Cascada heet. Op die hole is rechts naast de green een inham met een waterval. Links van de green loopt het naar boven, het is bijna onmogelijk een bal die daar in dikke rough komt, naar de green te slaan, zonder dat de bal over de green het water inrolt. Verstandige professionals zoals Nick Faldo slaan niet met een driver af, om met de tweede slag niet in de verleiding te komen om voor de green te gaan. Met deze strategie speelde hij in 1988, en won de eerste editie van de Volvo Masters. Hij en Ballesteros waren de enige twee spelers die het toernooi onder par speelden, hetgeen wel aangeeft hoe moeilijk de baan is. Het lag niet aan de weersomstandigheden.
De meeste birdies op hole 4 worden gemaakt door een goede approach te slaan en de put te maken.